# Вулиця Лазаря Глоби
Вулиця Лазаря Глоби (до 1939 року — Садова, в 1939—2015 — Сєрова, в 2015—2024 — Андрія Фабра) — вулиця у центральній частині Дніпра, в історичній місцевості Половиця. Пролягає між вулицею Святослава Хороброго та проспектом Дмитра Яворницького. Вулицею Глоби проходить межа між Шевченківським та Центральним районами міста. Довжина вулиці 575 метрів.

## Історія
Первісна назва вулиці — Садова — на честь Казенного саду, що прилягав до вулиці із заходу. Забудова вулиці почалась ще наприкінці XVIII сторіччя і спочатку охоплювала лише східну частину Садової — тільки наприкінці XIX сторіччя шляхом зменшення території Казенного саду починається забудова і західної сторони.
У 1939 вулицю Садову було перейменовано на честь Анатолія Сєрова, радянського військового льотчика, учасника Громадянської війни в Іспанії. Під час німецької окупації вулиця мала назву Стасова, утім наразі невідомо коли та на честь кого її було перейменовано.
У рамках декомунізації в листопаді 2015 вулиці надано ім'я катеринославського губернатора Андрія Фабра. Повернути історичну назву — Садова — було неможливо, адже у місті вже є 2 вулиці з такою назвою (у Новокодацькому та Соборному районах).
29 липня 2024 року рішенням Дніпровської міської ради вулиця була перейменована на честь козацького осавула Лазаря Глоби.

## Світлини

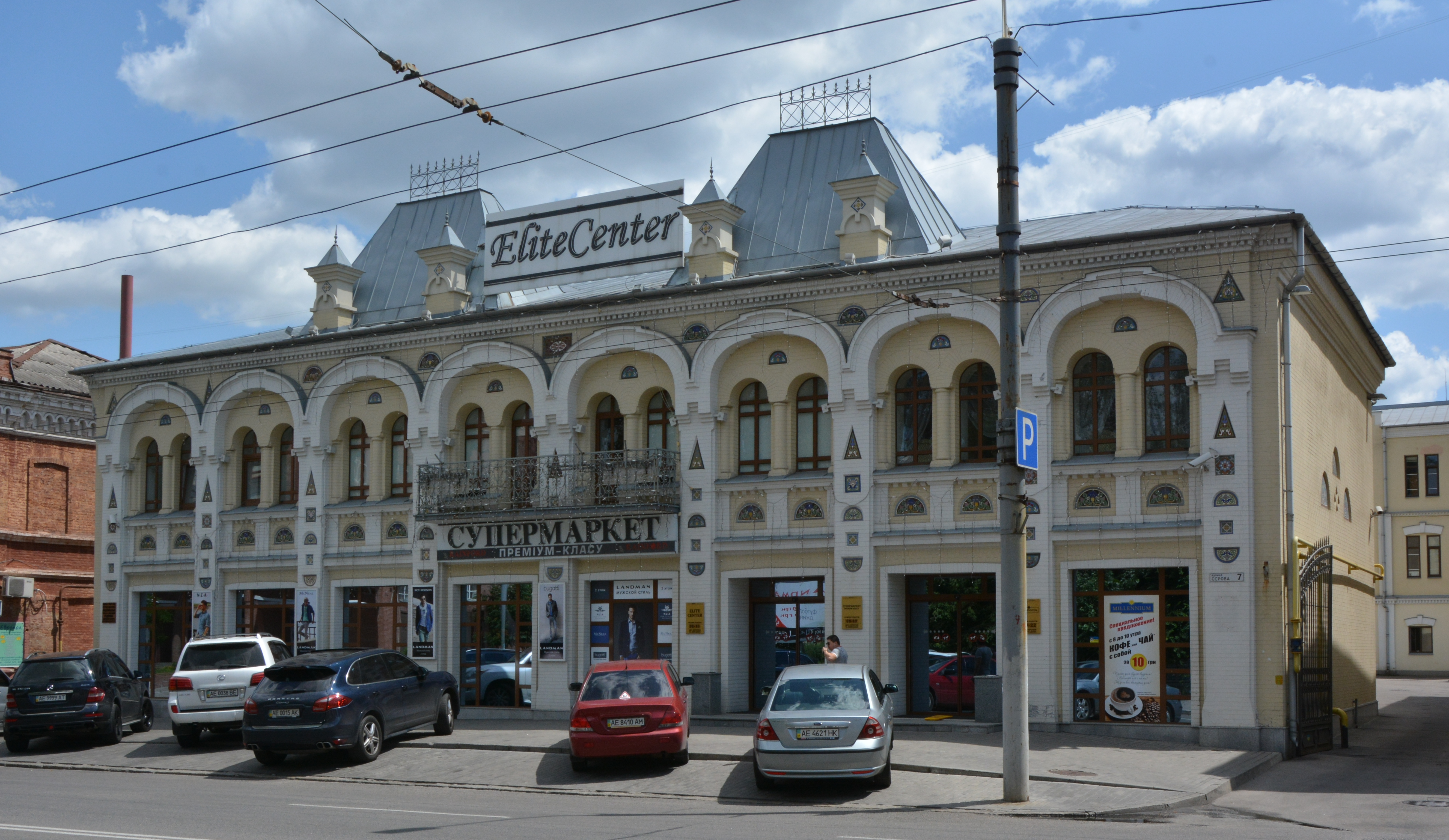
Глоби, 7 - друкарня Яковлева, в якій друкувалась нелегальна література
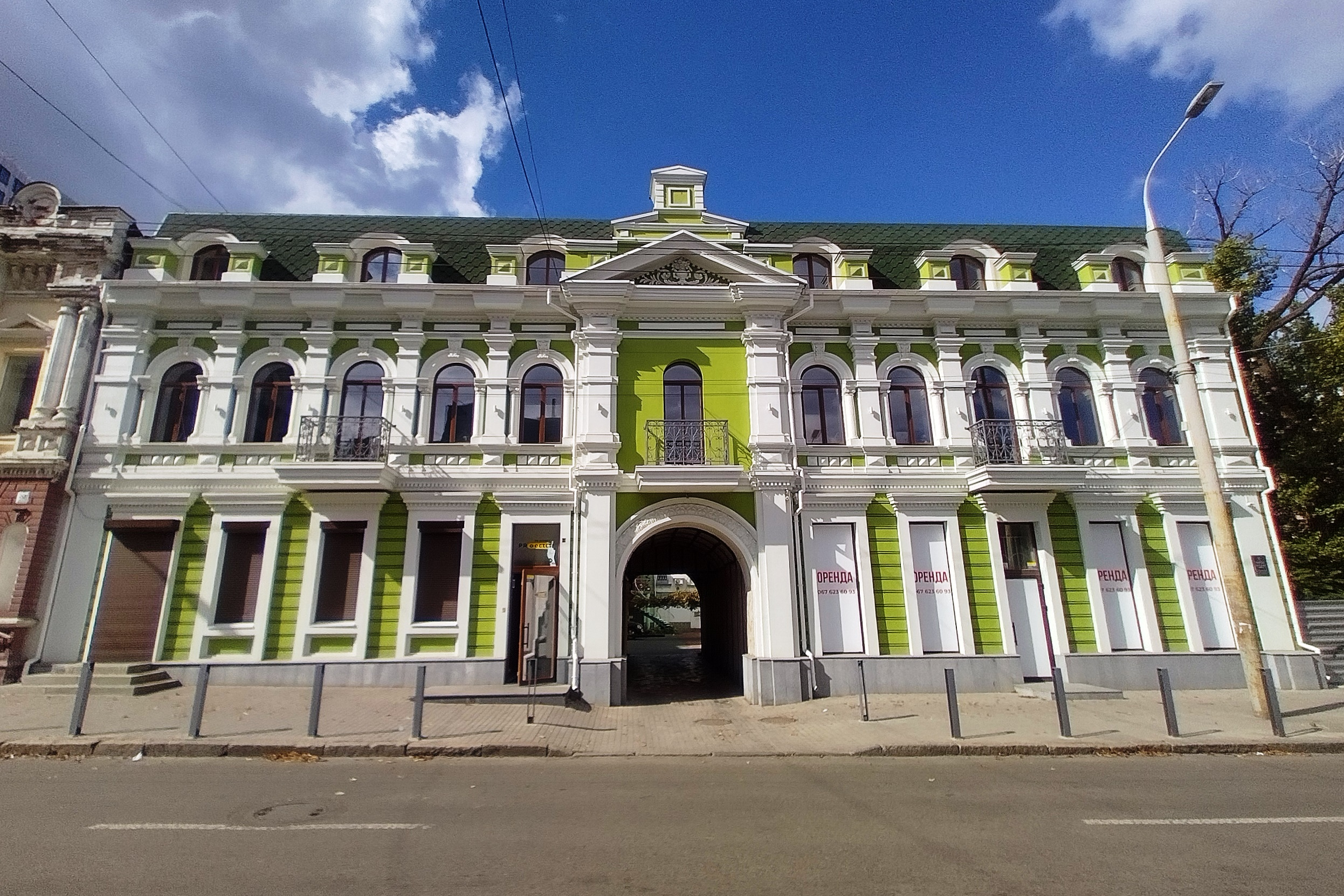
Глоби, 8 - прибутковий будинок
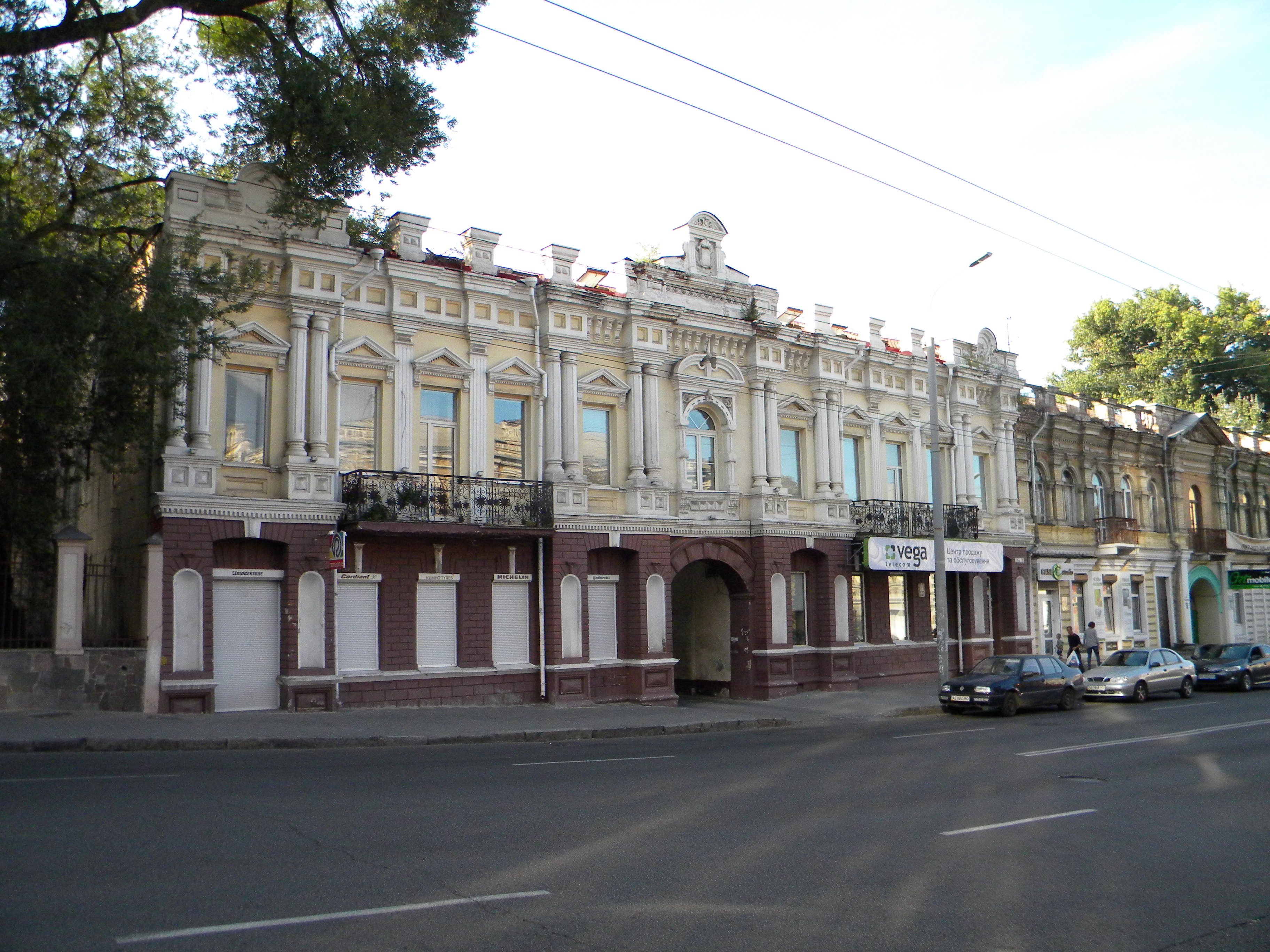
Глоби, 10 - прибутковий будинок